# جاناتان سرادا
جاناتان سرادا (به انگلیسی: Jonatan Cerrada) (زاده ۱۲ سپتامبر ۱۹۸۵) خواننده بلژیکی است.
او در مسابقه آواز یوروویژن ۲۰۰۴ نماینده فرانسه بود.